# Supremo Tribunal de Justicia para la América Mexicana
El Supremo Tribunal de Justicia, establecido en la hoy población de Ario de Rosales, Michoacán, es el primer antecedente, enteramente mexicano, de la Suprema Corte de Justicia de la Nación. Sus fundamentos legales y orgánicos se encuentran establecidos en el Decreto Constitucional para la Libertad de la América Mexicana, también conocido como Constitución de Apatzingán; documento emitido por el Congreso de Chilpancingo el 22 de octubre de 1814.

## Movimiento revolucionario de José María Morelos

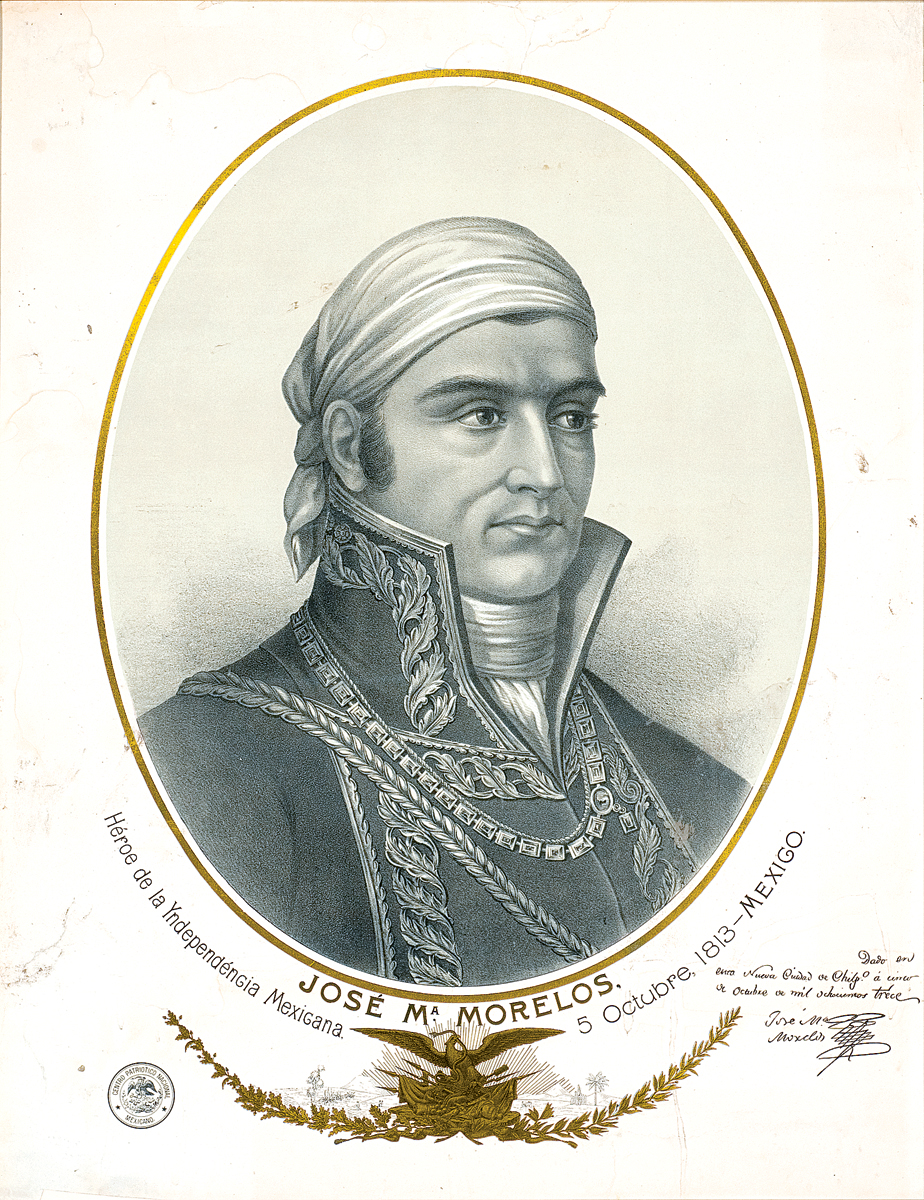
José María Morelos y Pavón y su grupo emitieron la Constitución de Apatzingán en 1814

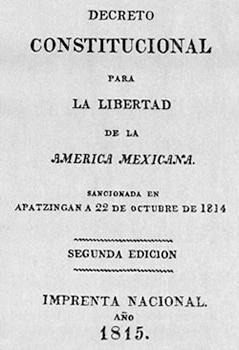
Portada de la segunda edición de la Constitución de Apatzingán

Para mediados de 1814, tiempo en que el Congreso de Chilpancingo, encabezado por el caudillo José María Morelos y Pavón, emitió la Constitución de Apatzingán, la cual dio vida al Supremo Tribunal de Justicia, el hoy territorio mexicano era aún dependiente de la corona española. Por ello se dice, que la Constitución de Apatzingán careció de “Real Vigencia”; sin embargo, las autoridades que de ella devinieron, el Supremo Congreso Mexicano, el Supremo Gobierno y el Supremo Tribunal de Justicia, funcionaron e incluso despacharon asuntos propios de su encargo, de manera paralela a las autoridades ibéricas, entre 1813 y 1816. Finalmente, la captura y fusilamiento de Morelos fue determinante para la disolución del Congreso de Chilpancingo y la falta de vigencia de la Constitución de Apatzingán.

## Primer Antecedente: Suprema Junta Gubernativa de América
El movimiento independentista comenzó en septiembre de 1810. En principio, la idea rectora proclamada por el cura Hidalgo era: derrocar al “mal gobierno”; sin embargo, bajo el mando de José María Morelos, la lucha sería en aras de establecer un gobierno autónomo de las autoridades virreinales. La muerte de Miguel Hidalgo e Ignacio Allende pocos meses después del comienzo de la revolución contribuyó al establecimiento de la Suprema Junta Gubernativa de América, convocada por el insurgente Ignacio López Rayón. La también conocida como Junta de Zitácuaro se reunió en la villa de Zitácuaro, Michoacán en agosto de 1811. 
Dicho órgano representa el primer intento formal que pretendió el establecimiento de un gobierno independiente de las autoridades virreinales con el propósito de tomar a su cargo el gobierno y administración de las poblaciones que siguieran su causa. Estuvo funciones alrededor de un año, antes de desintegrarse a causa de diferencias entre sus miembros y los constantes ataques del ejército realista, dirigido por el general Félix María Calleja.

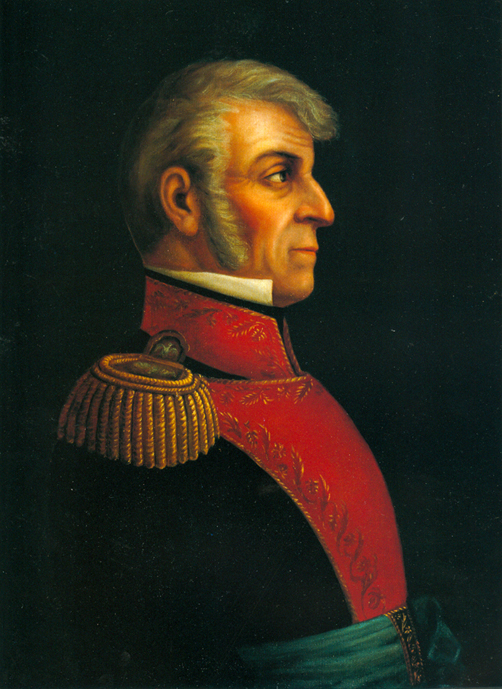
El general Ignacio López Rayón contribuyó al establecimiento de la Junta de Zitácuaro

## El Congreso de Anáhuac y la Constitución de Apatzingán

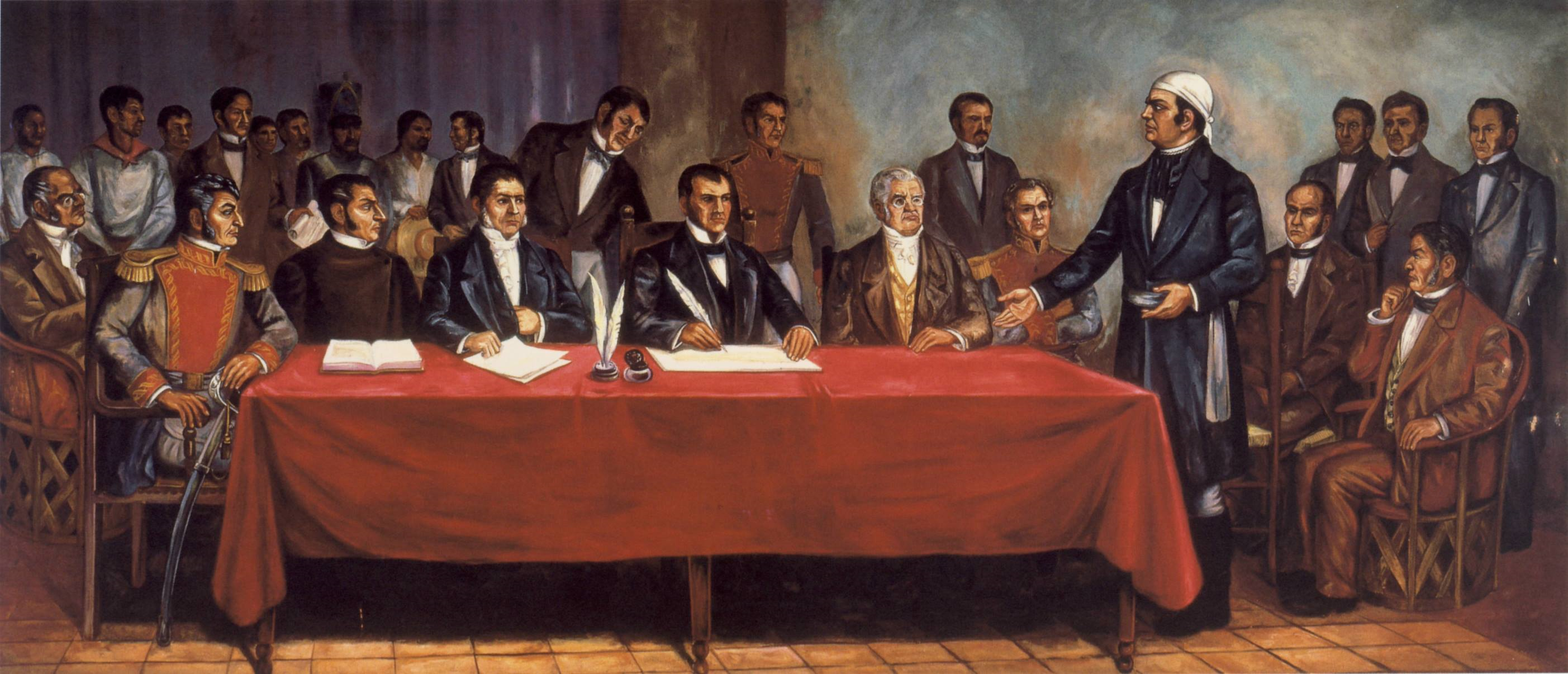
Pintura que representa a los miembros del Congreso de Chilpancingo

El Congreso de Chilpancingo, heredero natural de la Junta de Zitácuaro, nuevamente buscó instaurar un gobierno independiente. Fue convocado por el insurgente José María Morelos y Pavón y establecido en el mes de septiembre de 1813. Diversos integrantes de la extinta Suprema Junta Gubernativa de América formaron parte de esta Asamblea; entre ellos, Ignacio López Rayón, José María Liceaga, Sixto Verduzco y José María de Cos. En el acto de institución del Congreso, Morelos presentó los “Sentimientos de la Nación”, documento inspirado en los “Elementos Constitucionales” de Rayón, con fecha del 30 de abril de 1812, precursor de los derechos de la nación mexicana.
Meses después, el Congreso de Anáhuac, formalizó la declaración de independencia mediante la firma del Acta Solemne de la Declaración de Independencia de la América Septentrional. El 21 de octubre de 1814 se dio a conocer el Decreto Constitucional para la Libertad de la América Mexicana, documento conocido como Constitución de Apatzingán.
La estructura del documento fue tomada de la Constitución de Cádiz, emitida por las Cortes en España en 1812 y que tuvo intermitente vigencia durante los últimos años del dominio español en América. A diferencia de la de Cádiz, que estableció una monarquía constitucional, la Constitución de Apatzingán instauró un régimen de gobierno republicano. El Supremo Gobierno, cabeza del poder ejecutivo, funcionaría a través de un cuerpo colegiado encabezado por José María Cos, José María Liceaga y José María Morelos.
En lo relativo al Poder Judicial, la Constitución previó el establecimiento de un Supremo Tribunal de Justicia integrado por cinco personas, que podrían aumentar en número de acuerdo a las circunstancias, y que durarían tres años en su encargo. El establecimiento de este órgano se vio materializado el 7 de marzo de 1815, en la población de Ario, hoy de Rosales, Michoacán.

## Texto del Decreto Constitucional para la Libertad de la América Mexicana relativo al Poder Judicial[3]

### Capítulo XIV. Del Supremo Tribunal de Justicia
ART. 181.- Se compondrá́ por ahora del Supremo Tribunal de Justicia de cinco individuos que por deliberación del Congreso podrán aumentarse, según lo exijan y proporcionen las circunstancias. 
ART. 182.- Los individuos de este Supremo Tribunal tendrán las mismas calidades que se expresan en el artículo 52. Serán iguales en autoridad, y turnarán por suerte en la presidencia cada tres meses. 
ART. 183.- Se renovará esta corporación cada tres años en la forma siguiente : en el primero y en el segundo saldrán dos individuos, y en el tercero uno: todos por medio de sorteo, que hará́ el Supremo Congreso. 
ART. 184.- Habrá́ dos fiscales letrados, uno para lo civil, y otro para lo criminal, pero si las circunstancias no permitieren al principio que se nombre más que uno, éste desempeñará́ las funciones de ambos destinos; lo que se entenderá́ igualmente respecto de los secretarios. Unos y otros funcionarán por espacio de cuatro años. 
ART. 185.- Tendrá́ este Tribunal el tratamiento de Alteza, sus individuos de Excelencia durante su comisión, y los fiscales y secretarios el de Señoría, mientras permanezcan en su ejercicio. 
ART. 186.- La elección de los individuos del Supremo Tribunal de Justicia se hará́ por el Congreso, conforme los artículos 151, 152, 153, 154, 156 y 157. 
Art. 151. El supremo congreso elegirá, en sesión secreta por escrutinio en que haya examen de tachas y á pluralidad absoluta de votos, un número triple de los individuos que han de componer el supremo gobierno.
Art. 152. Hecha esta elección, continuará la sesión en público, y el secretario anunciará al pueblo las personas que hubieren elegido. En seguida repartirá por triplicado sus nombres escritos en cédulas á cada vocal, y se procederá á la votación de los tres individuos, eligiéndolos uno á uno por medio de cédulas que se recogerán en un vaso prevenido al efecto.
Art. 153. El secretario, á vista y satisfacción de los vocales, reconocerá las cédulas y harán la regulación correspondiente, quedando nombrado aquel individuo que reuniere la pluralidad absoluta de sufragios.
Art. 154. Si ninguno reuniere esta pluralidad, entrarán en segunda votación los individuos que hubieren sacado el mayor número, repartiéndose de nuevo sus nombres en cédulas á cada uno de los vocales. En caso de empate decidirá la suerte.
Art. 156. Bajo la forma explicada en los artículos antecedentes se harán las votaciones ulteriores, para proveer las vacantes de los individuos que deben salir anualmente, y las que resultaren por fallecimiento ú otra causa.
Art. 157. Las votaciones ordinarias de cada año se efectuarán cuatro meses antes de que se verifique la salida del individuo á quien tocare la suerte.
ART. 187.- Nombrados que sean los cinco individuos, siempre que se hallen presentes tres de ellos, otorgarán acto continuo su juramento en los términos que previene el artículo 155.
ART. 188.- Para el nombramiento de fiscales y secretarios regirá́ el artículo 158. 
Art. 158. Por la primera vez nombrará el congreso los secretarios del supremo gobierno, mediante escrutinio en que haya examen de tachas y á pluralidad absoluta de votos. En lo de adelante hará este nombramiento á propuesta del mismo supremo gobierno, quien la verificará dos meses antes de que se cumpla el término de cada secretario.	
ART. 189.- Ningún individuo del Supremo Tribunal de Justicia podrá́ ser reelegido hasta pasado un trienio después de su comisión: y para que puedan reelegirse los fiscales y secretarios han de pasar cuatro años después de cumplido su tiempo. 
ART. 190.- No podrá́ elegirse para individuos de este Tribunal los diputados del Congreso, si no es en los términos que explica el artículo 136. 
ART. 191.- Tampoco podrán elegirse los individuos del Supremo Gobierno mientras lo fueren, ni en tres años después de su administración . 
ART. 192.- No podrán concurrir en el Supremo Tribunal de Justicia dos o más parientes que lo sean desde el primero hasta el cuarto grado; comprendiéndose en esta prohibición los fiscales y secretarios. 
ART. 193.- Ningún individuo de esta corporación podrá́ pasar ni una sola noche fuera de los límites de su residencia, si no es con los requisitos que para los individuos del Supremo Gobierno expresa el artículo 141. 
ART. 194.- Los fiscales y secretarios del Supremo Tribunal de Justicia se sujetarán al juicio de residencia, y a los demás, como se ha dicho de los secretarios del Supremo Gobierno; pero los individuos del mismo Tribunal solamente se sujetarán al juicio de residencia, y en el tiempo de su comisión, a los que se promuevan por los delitos determinados en el artículo 59. 
ART. 195.- Los autos o decretos que emanaren de este Supremo Tribunal, irán rubricados por los individuos que concurran a formarlos, y autorizados por el secretario, las sentencias interlocutorias y definitivas se firmarán por los mencionados individuos, y se autorizarán igualmente por el secretario; quien con el presidente firmará los despachos, y por sí solo, bajo su responsabilidad, las demás órdenes; en consecuencia, no será́ obedecida ninguna providencia, orden o decreto que expida alguno de los individuos en particular”. 
Reproducción exacta del texto original.

## José María Sánchez de Arriola: Primer Presidente del Supremo Tribunal de Justicia[5]
José María Sánchez de Arriola, miembro y primer presidente del Supremo Tribunal de Justicia para la América Mexicana, establecido en Ario de Rosales, Michoacán, el 7 de marzo de 1815. Junto a él, fueron miembros de ese primer cuerpo jurisdiccional plenamente mexicano Antonio de Castro y Elorza, José María Ponce de León Fernández Aguado, Mariano Tercero Téllez de Lara y Rafael Arguelles Rendón; juristas que pueden considerarse, dentro de la historia del derecho mexicano, como los primeros juzgadores cuyo actuar no se encontraba sujeto a las autoridades españolas en América. 
El ministro Sánchez de Arriola nació en Valladolid, hoy Morelia, en el Estado de Michoacán el 10 de mayo de 1783 en un contexto de posibilidades económicas limitadas. A la edad de catorce años, fue enviado al Real Colegio de San Nicolás Obispo, en donde estudiaría latinidad, retórica y artes con el doctor José Sixto Verduzco.
La real cédula del 23 de noviembre de 1797, emitida por Carlos IV, permitió el establecimiento de las cátedras de derecho canónico y derecho civil en la población de Valladolid, lo cual implicó que quienes estuvieran interesados en el estudio de las leyes, no tuvieran que trasladarse a San Ildelfonso, en la Ciudad de México. Se tiene registro que entre los compañeros de Sánchez de Arriola durante su época de estudiante figuran José María Izazaga y Juan Nepomuceno Gómez Navarrete. 
Se trasladó a la Ciudad de México, para cumplir con el requisito de al menos dos años de pasantía para obtener el título de abogado, entonces otorgado por la Real Audiencia. En la capital ingresó al Colegio de San Ramón Nonato, donde finalmente obtuvo el grado de “licenciado” que sirvió de base para que Sánchez de Arriola se fue abriendo camino. Buscó ingresar al Colegio de Abogados, una de las mayores aspiraciones de los jóvenes abogados de las época, y aunque por motivos “de sangre” fue rechazado, fue consolidando su trayectoria profesional.
En lo que corresponde a su formación como abogado, desde el siglo XII y hasta finales del siglo XIX, la generalidad de las cátedras de jurisprudencia estuvieron fundamentadas en la escolástica medieval. Al grado de que las sentencias judiciales durante este periodo encontraron sustento en documentos del tipo de las Siete Partidas, disposiciones normativas que vieron luz durante el reinado de Alfonso X, en el siglo XII d.c. y que quinientos años más tarde, mantenían fuerza vinculante.
Su inclusión en las filas insurgentes se dio a partir de su relación con el entonces rector del Colegio de San Ramón, fray Francisco de Borja Guerrero y Medina, uno de los conspiradores criollos en la Ciudad de México, perseguidos por el gobierno colonial y que encontró refugio en Real de Sultepec y en la villa de Zitácuaro, sitios en donde primeramente se estableció la Suprema Junta Gubernativa de América. 
Entre 1813 y 1816, periodo en que el Supremo Tribunal tuvo existencia material, estuvo sujeto a gran inestabilidad, aunado al hecho de que la mayor parte del territorio novohispano era aún dominado por autoridades españolas. Fue objeto de persecuciones encabezadas por el general Félix María Calleja y el comandante Agustín de Iturbide. El estado de guerra y las amenazas llegaron al punto en que dicho órgano abandonó su sede en la comunidad de Ario de Rosales. Esto no implicó la disolución del Tribunal, sin embargo, sí se vio obligado a que cada uno de los miembros funcionara de manera separada y se reunieran esporádicamente. En este punto, el ministro Arguelles solicitó su renuncia a su encargos como miembro del más Alto Tribunal.
Es importante hacer énfasis del compromiso y convicción de los primeros integrantes del Supremo Tribunal de Justicia, para mantenerse en la lucha en contra las autoridades españolas y además resolver las controversias legales que se les presentaren. Finalmente, Sánchez Arriola obtuvo licencia para separarse del Supremo Tribunal en octubre de 1815 y una vez consumada la independencia de México fungió como presidente del Tribunal Superior de Justicia del Estado de Michoacán.